# Aristide Bruant (capitaine)
Pour les articles homonymes, voir Bruant (homonymie).
Ne doit pas être confondu avec Aristide Bruant.
Aristide Bruant (fils), fils du célèbre chansonnier montmartrois du même nom, né le 1er mai 1883 dans le 19e arrondissement de Paris et mort pour la France à La Ville-aux-Bois dans le département de l'Aisne le 16 avril 1917, est un officier et écrivain français du XXe siècle. Son nom est inscrit au Panthéon dans la liste des 560 écrivains morts pour la France.

## Biographie
Aristide Louis Armand Bruand, dit Bruant, né le 1er mai 1883 au domicile de sa mère situé au no15 rue de Belleville à Paris, est le fils de Louis Armand Aristide Bruant (1851-1925), chansonnier et écrivain et de Marie Louise Émilie Marion (née vers 1854), artiste lyrique. Il est déclaré par sa mère sous le nom Marion et reconnu par son père le 9 novembre 1899.
Après des études secondaires au lycée de Sens, il est admis à l'École spéciale militaire de Saint-Cyr en octobre 1903 (promotion de La Tour d'Auvergne). D'abord nommé sous-lieutenant au 148e régiment d'infanterie (1905), il est promu lieutenant en octobre 1907, puis affecté au 89e régiment d'infanterie basé à Sens, en 1910. 
Lorsque la Première Guerre mondiale éclate, il est lieutenant à la tête de la 3e section de mitrailleuses du 89e régiment d’infanterie. Il est blessé à Longuyon le 24 août 1914 et une deuxième fois le 6 septembre, à Noyers dans le département de la Meuse. Promu capitaine le 9 novembre, il est de nouveau gravement blessé à Boureuilles, par une balle à l’épaule gauche, le 17 novembre,. Évacué, il est soigné pendant plusieurs mois à l'Hôtel-Dieu de Lyon.
Ses premiers mois au front lui valent une citation à l’ordre de l’armée le 16 novembre 1914 : « le 22 août commandant une section de mitrailleuses, a réduit au silence une compagnie de mitrailleuses allemandes ».
En 1916, il est envoyé à la redoute de la Laufée, dans le secteur du fort de Douaumont, où il est blessé le 10 juillet 1916 par éclat d'obus,.
De retour comme capitaine adjudant-major du 2e bataillon du 89e régiment d’infanterie, Aristide Bruant est tué lors de la bataille du Chemin des Dames à la ferme du Temple près de Pontavert le 16 avril 1917,. Son corps n'est retrouvé que le 20 octobre 1917 « dans un trou d’obus, entre la tranchée de la Plaine et le centre Marceau ». Il est inhumé à la nécropole nationale de Pontavert.

## Distinctions
- Chevalier de la Légion d'honneur, décret du 1er avril 1917[16]
- Croix de guerre 1914–1918, palme de bronze

## Hommages
- Le nom d'Aristide Bruant est inscrit au Panthéon dans la liste des 560 écrivains morts pour la France[17].
- Son nom figure sur les monuments aux morts de Courtenay, de Sens et sur le Monument aux Parisiens morts pendant la Première Guerre.